# 格鲁吉亚环境保护和农业部
格鲁吉亚环境保护和农业部 是格鲁吉亚政府内的一个政府机构，负责监管格魯吉亞农业活动和环境保护。
该部由一名部长、第一副部长和两名副部长领导。  2017年12月，格魯吉亞环境与自然资源保护部與格魯吉亞农业部合併，新部門定名為格鲁吉亚环境保护与农业部。